# Overwatch
Overwatch (appelé rétroactivement Overwatch 1/OW1), aussi connu sous le sigle OW, est un jeu vidéo de type hero shooter à la première personne (FPS) se jouant exclusivement en ligne, qui oppose deux équipes de six joueurs, développé et publié par Blizzard Entertainment. Le jeu est annoncé le 7 novembre 2014 à la BlizzCon, et est commercialisé le 24 mai 2016 sur Windows, PlayStation 4 et Xbox One et le 15 octobre 2019 sur Nintendo Switch.
Les serveurs du jeu ferment le 3 octobre 2022 à 18 h avant la sortie d'Overwatch 2 le lendemain à 20 h. 

## Trame

### Histoire du jeu
L'histoire d'Overwatch se situe dans un monde néo-futuriste en 2077, 30 ans après la résolution d'une guerre impliquant robots et humains (qui s'est déroulée en 2047, sur 3 à 4 années), appelée Crise des Omniums. Les deux camps se sont affrontés à la suite de la réactivation des Omniums (complexes industriels autonomes où étaient fabriqués les Omniaques, une espèce robotique dotée d'une grande intelligence artificielle) qui ont lancé une vaste campagne militaire contre l'humanité. C'est à cette période que fut créée l'organisation Overwatch, dont le but est d'éradiquer la menace que représentent les Omniaques insurgés. Cependant, malgré la réussite de l'intervention, des suspicions de corruption commencèrent à planer sur l'agence et entraînèrent sa dissolution en 2072. Après l'explosion du Quartier Général et la mort présumée du commandant en chef Jack Morrison (futur Soldat : 76), l'unité des agents fut réduite à néant. Mais le scientifique Winston, après avoir été attaqué par l'organisation criminelle La Griffe (Talon en version originale), dirigée par l'impitoyable Doomfist, a rappelé les anciens membres d'Overwatch, 5 ans après la dissolution et tente aujourd'hui de reconstruire la famille de héros d'autrefois.

### Personnages
Le joueur a la possibilité de choisir entre 32 héros variés, qui ont tous des compétences différentes.
Chaque personnage a une classe de rôle bien précise, parmi Tank, Dégâts et Soutien . La communication et l’équilibre entre les personnages d’une équipe ont un rôle extrêmement important dans la réalisation des objectifs de la partie.
- Héros tanks : Les tanks sont là pour encaisser les dégâts, créer de l’espace pour permettre d’avancer, neutraliser des positions stratégiques et ouvrir la voie vers l’objectif, qu’il s’agisse d’ennemis groupés ou de points d’étranglement. Si vous incarnez un tank, c’est à vous de mener l'assaut[5].

- Héros de dégâts, ou DPS (acronyme de Dégâts par secondes) : Les héros de dégâts traquent, attaquent et éliminent l'ennemi avec les outils et les capacités spéciales à leur disposition. C’est donc à vous d’aller attaquer l’ennemi en jouant de vos avantages (mobilité plus ou moins importante, faible hitbox, etc.)[5].

- Héros de soutien : Les héros de soutien protègent et renforcent leurs alliés ; ils les soignent et leur procurent des boucliers, augmentent leurs dégâts et leur vitesse. Vous possédez des capacités utilitaires cruciales. Cependant vous n'infligez pas énormément de dégâts donc soyez vigilant à ne pas vous faire attaquer. Vos chances de vies face à un DPS[Quoi ?] sont très faibles. Votre rôle de soutien vous rend indispensable à la survie de votre équipe, ce qui est souvent négligé [5].

#### Héros tanks
D.Va est une ancienne joueuse professionnelle qui met désormais ses aptitudes au service de la défense de sa patrie, la Corée du Sud. Elle est aux commandes d’un méca ultra-moderne.
Assemblée à partir de pièces récupérées sur d’anciens robots défensifs OR15, dont la durée de vie n’a guère été longue, Orisa est la nouvelle protectrice de Numbani ; toutefois, il lui reste encore beaucoup à apprendre.
Reinhardt Wilhelm se présente comme un champion allemand d’un âge révolu, qui règle sa vie sur les valeurs chevaleresques de la vertu, de la justice et du courage.
Chopper est un assassin impitoyable avec une réputation méritée de cruauté et de destruction gratuite.
La vie du Dr. Siebren De Kuiper, éminent astrophysicien, a changé à tout jamais lorsqu’un accident de laboratoire lui a conféré la capacité de contrôler la pesanteur. Évadé de l'asile grâce à La Griffe, il travaille désormais avec eux sous le nom de Sigma.
Gorille génétiquement modifié et supérieurement intelligent, Winston est un brillant chercheur et un fervent défenseur du génie de l’humanité, toutefois attention à ne pas casser ses lunettes.
Ancien cobaye dans un laboratoire, Hammond est aujourd’hui libre de voyager et d’agir comme il l’entend aux commandes de son méca Bouldozer, le hamster explore le monde, avide de nouvelles aventures.
Aleksandra Zaryanova, plus connue sous le nom de Zarya, est l’une des femmes les plus vigoureuses au monde, une athlète reconnue qui a sacrifié sa gloire personnelle pour protéger sa famille, ses amis et sa patrie en temps de guerre.

#### Héros de dégâts

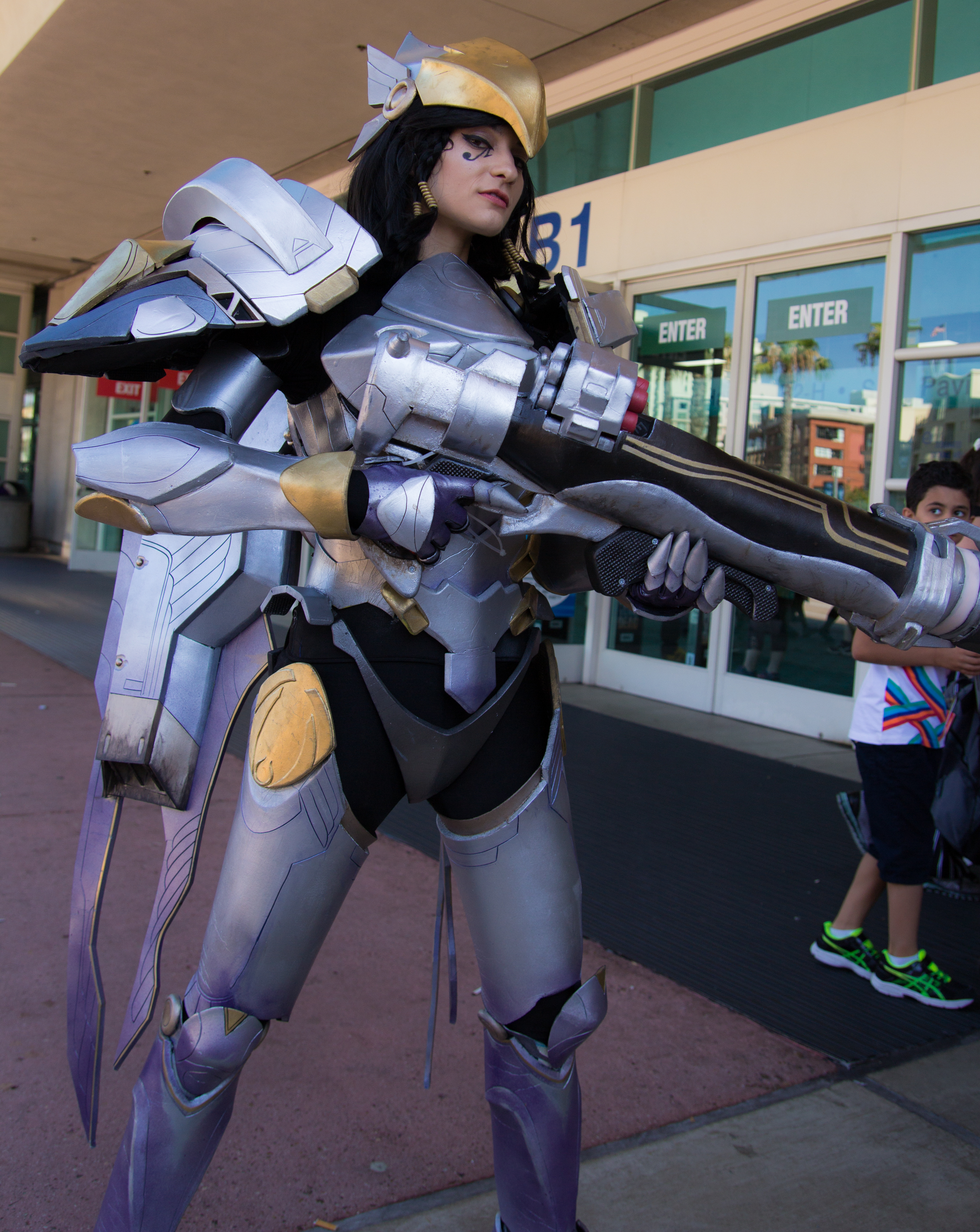
Cosplay de Pharah.

Autrefois combattant de première ligne lors de la terrible crise des Omniums, le curieux automate Bastion explore maintenant le monde, fasciné par la nature mais vigilant face à une humanité qui le craint.
Le cyborg Genji Shimada, frère de Hanzo Shimada, a fait la paix avec le corps augmenté qu’il rejetait jadis, et ce faisant, il a découvert une humanité supérieure.
Par la maîtrise de ses techniques d’archer et d’assassin, Hanzo Shimada cherche à se prouver qu’il est un guerrier sans égal.
Chacal est un fou obsédé par les explosifs qui ne vit que pour le chaos et la destruction.
Armé de son fidèle Pacificateur, le hors-la-loi Cole Cassidy (anciennement McCree) administre la justice à sa façon bien personnelle.
Récemment évadé de prison, Doomfist entend bien plonger le monde dans un nouveau conflit, dont il est persuadé que l’humanité ressortira plus forte.
Mei, une scientifique chinoise qui a décidé de se battre pour la préservation de l’environnement.
Pharah, Fariha Amari de son vrai nom, a le sens du devoir dans le sang : elle descend d’une longue lignée de militaires égyptiens tous plus décorés les uns que les autres et brûle du désir de servir elle aussi avec honneur.
On parle d’un terroriste sous une grande cape noire connu seulement sous le surnom de Faucheur, ou Gabriel Reyes. Ses motivations sont un mystère. La seule chose que l’on sache, c’est que là où il apparaît, la mort ne tarde jamais à suivre.
Actuellement poursuivi dans une chasse à l’homme internationale, le justicier connu sous le nom de Soldat : 76 mène une vendetta personnelle pour découvrir la vérité derrière la chute d’Overwatch.
Comptant parmi les hackers les plus réputés du monde, Sombra se sert des informations qu’elle dérobe pour manipuler les détenteurs du pouvoir.
Symmetra peut littéralement altérer la réalité : en manipulant des assemblages photo-formés, elle façonne le monde comme elle souhaiterait qu’il soit, dans l’espoir de concevoir une société parfaite.
À son apogée, Overwatch possédait un arsenal parmi les plus avancés de la planète, dont la majorité des pièces pouvaient être attribuées à l’atelier d’un génial ingénieur, Torbjörn Lindholm.
L’ancien agent d’Overwatch connu sous le pseudonyme de Tracer est une aventurière capable de se déplacer dans le temps et une force irrépressible au service du bien.
Fatale est l’assassin parfait : une tueuse patiente, efficace et impitoyable qui ne laisse jamais transparaître aucune émotion ni le moindre remords.
Calculatrice, ambitieuse et respectée dans le milieu de la pègre, Elizabeth Caledonia « Calamity » dit Ashe est la cheffe du gang Deadlock, et enchaîne les hold-up les plus audacieux avec l'aide de son compagnon omniaque B.O.B..
Echo est une omniaque polyvalente et adaptative créée par le Dr. Liao dans le but d'aider le monde.

#### Héros de soutien
Membre fondateur d’Overwatch, Ana Amari met son talent et son expertise au service de la défense de sa patrie et de ses proches dont Pharah, sa fille.
Secouriste militaire d’élite et ancien agent de la Griffe, Baptiste utilise désormais ses compétences pour aider ceux que la guerre a le plus durement touchés.
À présent au cœur de l’action, Brigitte Lindholm, fille cadette de Torbjörn Lindholm et écuyère de Reinhardt, a pris les armes et compte bien protéger les plus faibles.
Lúcio est une célébrité internationale qui milite pour le changement social par sa musique et ses actions.
Véritable ange gardien pour ceux qu’elle prend en charge, la docteure et médecin militaire Angela Ziegler alias Ange est une soignante hors pair, une scientifique brillante et une fervente partisane de la paix.
Aussi brillante que controversée, la scientifique Moira O’Deorain est à la pointe de l’ingénierie génétique. Toutes ses recherches visent à modifier la structure même des composantes biologiques fondamentales.
Zenyatta est un moine omniaque qui parcourt le monde à la recherche de l’éveil spirituel. On dit que ceux qui le croisent en sont changés à jamais.

#### Distribution de la version française

##### Héros tanks
- Geneviève Doang : D.Va
- Corinne Wellong : Orisa
- Patrice Melennec : Reinhardt
- Frédéric Souterelle : Chopper
- Frantz Confiac : Winston
- Alexia Lunel : Zarya
- Dee Bradley Baker (Bruits de Hammond) et Daniel Njo Lobé (Voix du Méca) : Bouldozer
- Yann Guillemot : Sigma

##### Héros de dégâts
- Bastion conserve ses répliques originales dans la version française
- Doudou Masta : Doomfist
- Bernard Gabay : Genji
- Lionel Tua : Hanzo
- Stéphane Ronchewski : Chacal
- Boris Rehlinger : Cassidy[37]
- Adeline Chetail : Mei
- Ethel Houbiers : Pharah
- Jérémie Covillault : Faucheur
- Patrick Borg : Soldat : 76
- Emmanuelle Rivière : Sombra
- Tulika Srivastava : Symmetra
- José Luccioni : Torbjörn
- Dorothée Pousséo : Tracer
- Chloé Hollings : Fatale
- Olivia Nicosia : Ashe
- Françoise Cadol : Écho

##### Héros de soutien
- Marie Vincent puis Isabelle Leprince[38],[39] : Ana
- Donald Reignoux : Lúcio
- Sybille Tureau : Ange
- Marc Perez : Zenyatta
- Déborah Perret : Moira
- Ingrid Donnadieu puis Caroline Mozzone[40],[41] : Brigitte
- Jean-Baptiste Anoumon : Baptiste

### Factions
La plupart des personnages d'Overwatch sont répartis en factions. Tandis que certains prêtent allégeance à plusieurs groupes, d'autres préfèrent travailler seul. Voici une liste non exhaustive des factions les plus connues et les plus emblématiques d'Overwatch.
| Faction                      | Description | Membres connus (attention : tous les personnages cités ne sont pas forcément jouables)                                                                                                |
| ---------------------------- | --- | --- |
| Overwatch                    | Overwatch a été fondée 30 ans avant nos jours par les Nations unies dans le but d'arrêter les omniaques et de mettre fin à la crise des Omniums. Après la crise, l'organisation a évolué pour devenir une force mondiale de maintien de la paix et un moteur de l'innovation, réalisant des progrès dans des domaines scientifiques allant de l'exploration spatiale à la recherche médicale. Overwatch plus tard a été fermée par les Nations unies après une série de scandales et la mort présumée de deux de ses dirigeants. Elle a été créée par six membres fondateurs : Jack Morrison (Soldat : 76), Gabriel Reyes (Faucheur), Ana Amari, Reinhardt Wilhelm et Torbjörn Lindholm. Le dernier fondateur reste aujourd'hui inconnu. Selon certaines spéculations, il se prénommerait Liao. | Genji, Faucheur (anciennement), Soldat : 76, Tracer, Mei, Torbjörn, Reinhardt, Winston, Ana, Ange, Sojourn, Dr Liao, Écho, Gabrielle Adawe, Gérard Lacroix (décédé)                   |
| Blackwatch                   | Dirigée par le commandant Gabriel Reyes, Blackwatch était la division des opérations secrètes d'Overwatch. L’existence même de ce groupe fut gardée secrète, et il a fonctionné hors de la portée de toutes les administrations. Aujourd'hui, le commandant Reyes a disparu, laissant la place à Faucheur, un mercenaire sans pitié qui traque mystérieusement tous les anciens agents d'Overwatch. | Gabriel Reyes/Faucheur (anciennement), Genji (anciennement), Cole Cassidy (anciennement), Moira (anciennement), Fio                                                                   |
| La Griffe                    | La Griffe est une organisation terroriste menant ses opérations néfastes dans tous les domaines, et agissant dans le monde entier. Ennemie antagoniste d'Overwatch, les deux factions se sont affrontées à de très nombreuses reprises. Désormais, elle est dirigée d'une main de fer par Doomfist, entouré de ses plus fidèles lieutenants : Maximilien, Faucheur, Moira et Sanjay Korpal. | Doomfist, Maximilien, Moira, Faucheur, Fatale, Sombra, Sigma, Baptiste (anciennement, déserteur), Mauga, Trung Le Nguyen, Sanjay Korpal, Vialli (décédé), Antonio Bartalotti (décédé) |
| Secteur Zéro                 | Secteur Zéro est un groupe extrémiste pro-omniaques, formé à Londres et composé uniquement de robots. Cette organisation qui semble disposer de plus en plus de moyens, grâce à un financement inconnu, rassemble ses forces pour plonger le monde dans une nouvelle guerre entre humains et omniaques. | Unités Zéro, Éradicateurs, Lazérateurs, Bastion B73-NS, Détonateurs, OR14-NS |
| Omnica Corporation           | L'Omnica Corporation était l'entreprise responsable du développement des omniums et, dans une certaine mesure, des omniaques, initialement prévus comme des robots intelligents au service de l'humanité. Elle est donc considérée comme l'unique responsable de la guerre des omniums. | Dr Liao (anciennement) |
| Volskaya Industries          | Volskaya Industries a été créée dans le contexte de la reconstruction après-guerre russe, fabriquant des méchas de guerre comme les Svyatogor, des robots destructeurs d'omniaques pilotés pas des humains. | Katya Volskaya, Zarya |
| Les Croisés                  | Les Croisés constituaient une unité d'élite militaire allemande active pendant la crise des omniums. Connus pour leurs imposantes armures exosquelette J08, leurs boucliers à plasma et leurs marteaux à réaction, ils étaient dirigés par Balderich von Adler. | Balderich von Adler (décédé), Reinhardt |
| Le Clan Shimada              | Le Clan Shimada était une organisation criminelle et familiale opérant au Japon. Ils ont, plus tard, été subjugués par Overwatch, et le syndicat fut démantelé. Le chef de l'organisation n'était autre que Sojiro, le père de Genji et d'Hanzo. | Sojiro, Genji (anciennement), Hanzo (anciennement) |
| Numbani                      | Surnommée la "ville de l'harmonie", Numbani est une cité nigériane, et l'un des rares endroits où les omniaques et les humains vivent en égaux. Cette ville abrite une organisation éponyme, qui lutte pour une paix durable et une indépendance pacifiste. | Orisa, Efi Oladele, Doomfist (anciennement) |
| MEKA                         | MEKA (Mobile Exo-Force of the Korean Army), était à l'origine une unité de drones conçue par le gouvernement sud-coréen pour répondre aux assauts des Gwishin, des omniaques issus de l'omnium sous-marin de la mer de Chine méridionale. Plus tard, elle fut reconvertie en unité de défense nationale, composée d'anciens joueurs professionnels (5 au total) en armures robotisées. | D.Va, Casino, D.Mon, King, Overlord, Dae-Hyun |
| Les Junkers                  | Les Junkers sont une bande de survivants sans foi ni loi vivant dans l'Outback irradié d'Australie. Ils sont le seul groupe connu d'humains vivant dans la région, et ont construit leur ville-repaire, Junkertown, sur les restes du noyau de fusion d'un ominum abandonné. | Chacal, Chopper, Bouldozer (anciennement), la "Reine de Junkertown" |
| Vishkar Corporation          | Vishkar Corporation est une société basée dans le sud de l'Inde. Après la crise des omniums, elle était responsable du développement de nouvelles zones urbaines autosuffisantes pour loger les personnes touchées, à l'aide de la technologie de la "photoformation" (façonnage d'objets réels grâce à de la lumière artificielle). Elle semble cependant ne pas avoir de bonnes intentions, mais son but réel est inconnu. | Symmetra, Sanjay Korpal |
| L'Ordre Shambali             | L'Ordre Shambali regroupe des moines omniaques pacifistes qui luttent pour la préservation de la paix dans le monde. Anciennement dirigés par l'énigmatique Tekharta Mondatta, ils s'étaient installés dans le sanctuaire caché du Népal, pour méditer et défendre l'idée que les omniaques avaient une âme. Ils font aujourd'hui partie des meilleurs alliés d'Overwatch. | Tekharta Mondatta (assassiné), Zenyatta, Genji (anciennement) |
| Helix Security International | Helix Security International est une agence paramilitaire égyptienne, créée pour défendre l'installation où Overwatch plaça en quarantaine Anubis, un programme "dieu omniaque", capable de contrôler toutes les formes robotisées de la planète. Son capitaine est la talentueuse Pharah Amari. | Pharah, Aizad, Khalil, Mahmud, Okoro (décédé) |
| Le Gang Deadlock             | Le Gang Deadlock est un groupe notoire de hors-la-loi, dirigé par "Calamity" Ashe, qui utilise le trafic d'armes pour accroître son influence sur les villes reculées du sud-ouest des États-Unis. Talentueux et ingénieux, ils ont néanmoins été capturés par Overwatch lors d'une opération d'infiltration. Un seul membre de la bande, Cole Cassidy, s'est vu offrir la possibilité de se racheter. Seule l’inarrêtable Ashe continue aujourd'hui tant bien que mal ses braquages, avec ce qu'il reste de ses hommes de main. | Cole Cassidy (anciennement), Ashe, B.O.B., les "Triplés", le Sniper |
| Lucheng Interstellar         | Lucheng Interstellar est la première société d'exploration spatiale en Chine. Basée à la tour de Lijiang, elle a supervisé le programme Horizon, et a formé la première colonie lunaire humaine permanente. Ses expériences de laboratoires sur des singes semblent avoir provoqué la révolte des congénères de Winston, enfermés dans la base lunaire. | Dr Harold Winston, Dr Chaos, Winston et Hammond (en tant que spécimens) |
| LumériCo                     | LumériCo a été fondée avec une mission, fournir au Mexique un réseau d'infrastructure moderne grâce à l'énergie propre et l'accès à Internet pour l'ensemble du pays, à un prix abordable. En réalité, cette entreprise est au cœur du plus grand réseau de corruption de la planète, et son patron, Guillermo Portero, semble davantage vouloir prendre le pouvoir, qu'aider les habitants mexicains. La centrale LumériCo de Dorado fut la cible des piratages de Sombra, qui tente de comprendre les rouages de son système. | Guillermo Portero, Rodrigo Mendoza, Maria Jiménez, Angel Burciaga, Arturo Castano, Gabriela Moyano, José Leones                                                                       |
| Los Muertos                  | Los Muertos est un gang de révolutionnaires autoproclamés centré à Dorado. On ne sait pas ce qu'ils font, mais ils en veulent au gouvernement mexicain de "les avoir laissés derrière" après la crise des omniums. Ils peignent souvent sur leur corps des motifs de crâne et d'os avec de la peinture phosphorescente, et sont principalement impliqués dans le trafic d'armes. | Sombra (anciennement) |
| Les Gwishin                  | Les omniaques Gwishin ne sont autres que des robots belliqueux, produits par l'omnium sous-marin voisin, et attaquant la Corée du Sud. L'immense colosse sorti de la mer de Chine en fait partie. Ils restent les principaux adversaires de l'unité MEKA. | Gwishin Colosse, Gwishin Aéroportés |
| Atlas News                   | Atlas News est une agence de presse internationale qui suit, entre autres, les actualités relatives à l'ancienne organisation Overwatch. Son seul journaliste connu est Olympia Shaw. | Olympia Shaw |
| Meteor                       | Meteor est une entreprise qui produit des vêtements et des équipements sportifs. Leur logo est visible sur un certain nombre de skins des jeux d'été. En réalité, il s'agit d'un clin d’œil, et Meteor désigne en fait l'équipe des "characters designers" de Blizzard. | Les "characters designers" de Blizzard |
| La Conspiration              | La Conspiration est le nom donné par Sombra à une toile gigantesque de liens qu'elle a découverte entre de nombreuses personnes et organisations à travers le monde. La Conspiration serait à l'origine de tous les événements survenus dans l'univers Overwatch, et serait la pièce maîtresse qui manipulerait toutes les autres factions. On ne sait cependant pas grand-chose à son sujet, si ce n'est qu'elle existe. | |

## Système de jeu

### Modes de jeu
Dans Overwatch, chaque carte propose un agencement différent et divers critères à remplir pour décrocher la victoire. Les conditions de victoire ne seront donc pas les mêmes en fonction de la carte choisie. Une nouvelle section appelée Arcade est sortie le 15 novembre 2016. Cette dernière regroupe les modes de jeu qui ne sont pas propres aux parties rapides ou compétitives, et qui permettent de jouer d'une manière différente. Le mode Arcade offre, chaque semaine (réinitialisé le mardi), la possibilité d'acquérir 3 coffres (1 coffre après 3 victoires dans un des modes de jeux en Arcade).

#### Parties rapides et compétitives
| Hybride               | Les attaquants commencent par capturer un convoi, avant de l’escorter jusqu’à sa destination pendant que les défenseurs tentent de les en empêcher.                                                                       |
| Escorte               | Les attaquants doivent escorter un convoi jusqu’à sa destination pendant que les défenseurs tentent de les en empêcher.                                                                                                   |
| Contrôle              | Deux équipes s’affrontent pour la capture et le contrôle d’un seul objectif à la fois. La première équipe qui gagne deux manches remporte la partie.                                                                      |
| Avancée (Overwatch 2) | Deux équipes se battent pour prendre le contrôle d’un robot situé au milieu de la carte et le faire avancer jusqu’à la base ennemie. L’équipe qui a poussé le robot le plus loin dans la zone ennemie remporte la partie. |

#### Arcade
- Élimination : Dans des scénarios 1c1, 3c3 ou 5c5, chaque équipe tente de tuer tous ses adversaires. Chaque scénario présente 2 versions : "Avec exclusion" (lorsqu'une équipe gagne une manche, les héros qu'elle a utilisé sont exclus) et "Mystère" (les joueurs ne choisissent pas leur héros)
- Capture du drapeau : Deux équipes de six joueurs s’affrontent pour la capture du drapeau ennemi tout en défendant le leur.
- Combat à mort : Dans cette partie « chacun pour soi » à 8 joueurs, le but est de faire plus de victimes que les adversaires.
- Combat à mort par équipes : Deux équipes s’affrontent et cherchent à faire plus de victimes que l’équipe adverse dans des matchs 4c4.

D'autres modes de jeu faisant partie de l'arcade n'ont pas une place permanente, ni de cartes spécifiques, mais sont ajoutés ou enlevés au fil des semaines et des événements. Parmi eux, on peut citer : 
- Combat à mort mystère : Le joueur doit réaliser le plus d'éliminations que ses adversaires avec un héros désigné par hasard, et qui change à chaque mort du joueur.

- Chaos jubilatoire : Ce mode propose de jouer sur les mêmes cartes qu'en partie rapide ou compétitive à la différence que les héros sont boostés : les points de vie sont doublés, les capacités se rechargent 75 % plus vite et l'ultime se charge 50 % plus vite.
- Héros mystère : Ce mode est identique à celui dans les parties rapides ou compétitives sauf que le joueur ne peut pas choisir son héros. Ce dernier est choisi au hasard et change à chaque mort du joueur.
- Sans limite : Les joueurs ne sont plus limités dans le choix du héros. Ils peuvent donc choisir le même héros que leurs alliés. Lors de la sortie d'Overwatch, ce mode était celui par défaut en parties rapides avant d'être modifié afin que ces dernières soient identiques aux parties compétitives (limitation d'un héros par équipe).

- Faible pesanteur : La gravité est diminuée de 25 % dans ce mode similaire aux parties rapides & compétitives, ce qui influence la hauteur de saut ainsi que la vitesse de retombée.
- Lúcioball : Un mode uniquement disponible pendant l'événement "Les jeux d'été". Deux équipes de trois joueurs s'affrontent pour marquer plus de buts que l'autre, avec le héros Lúcio.
- Lúcioball Remix : Dans cette version revisitée du Lúcioball, il y a désormais deux ballons sur le terrain ainsi qu'un ballon d'or qui offre plus de point lors d'un but.
- Opération Boule-de-Neige : Deux équipes s'affrontent dans une bataille de boules de neige sous forme de version modifiée du mode Élimination en 6c6.
- Chasse au Yéti : Une équipe de six héros Mei tentent d'éliminer un Yéti pour gagner. Ce dernier doit au contraire, éliminer toutes les Mei ou manger toutes les viandes de la carte, pour remporter la victoire.
- Vengeance du Dr Schakalstein : Un mode PvE dans un "univers parallèle" à celui d'Overwatch, disponible pendant la période d'Halloween. Plusieurs héros tentent de protéger un château en repoussant les Z'omnics d'un docteur fou et les créatures monstrueuses de la Sorcière des Terres Sauvages.
- Insurrection : Un mode histoire dans lequel quatre héros (Tracer, Ange, Reinhardt et Torbjörn) doivent mener à bien leur mission, tout en résistant à l’infâme Secteur Zéro.
- Représailles : Un mode histoire mettant en scène Blackwatch et dans lequel quatre héros (Faucheur, Genji, Cole Cassidy et Moira) tentent de s'échapper du quartier général de La Griffe.
- Avis de Tempête : Un mode histoire dans lequel quatre membres de l'équipe d'intervention d'Overwatch (Ange, Genji, Winston et Tracer) doivent capturer l'Omniaque Maximilien, comptable de la Griffe.

En février 2017, Overwatch introduit le mode Partie Personnalisée. Cette fonctionnalité permet de créer des salons personnalisés où les joueurs peuvent librement modifier les règles du jeu. Quasiment toutes les options y sont accessibles, de la gestion des capacités à la modification de la gravité.

#### Forge
Le 21 mai 2019, la Forge est ajoutée à Overwatch. Grâce à cette fonctionnalité, tout le monde peut créer ses modes de jeu avec ses propres règles spécifiques. Blizzard a également ajouté à l'Arcade les modes de jeu les plus populaires créés par la communauté :
- Combat à mort miroir : un match à mort où 8 joueurs ont le même héros pendant un temps défini et doivent réaliser le plus d’éliminations.
- Épreuve des héros : Ce mode est un match à mort où 8 joueurs possèdent chacun une liste définie de héros. A chaque élimination, le joueur passe au héros suivant de sa liste. Le vainqueur est celui qui termine sa liste de héros en premier.

#### Laboratoire
Le 25 février 2020, Blizzard ajoute le mode Laboratoire qui a pour but de recueillir les avis de l'ensemble de la communauté sur des modifications que l'équipe de développement souhaite faire tester. Contrairement au serveur RPT sur PC, le Laboratoire est disponible sur les consoles et permet de recevoir de l'expérience comme des récompenses.

### Cartes
Source
| Nom                      | Pays         | Localisation dans le pays                                                                                     | Modes de jeu                                              |
| ------------------------ | ------------ | --- | --------------------------------------------------------- |
| King's Row               | Royaume-Uni  | Quartier de Westminster, Londres                                                                              | Attaque/Escorte, Combat à mort, Combat à mort par équipes |
| Temple d'Anubis          | Égypte       | Pyramides de Gizeh et le Sphinx                                                                               | Attaque                                                   |
| Hanamura                 | Japon        | Métropole de Tokyo                                                                                            | Attaque                                                   |
| Kanezaka                 | Japon        | Métropole de Tokyo                                                                                            | Combat à mort par équipes                                 |
| Observatoire : Gibraltar | Gibraltar    | Rocher et Détroit de Gibraltar                                                                                | Escorte                                                   |
| Numbani                  | Nigeria      | Savane nigériane                                                                                              | Attaque/Escorte                                           |
| Usine Volskaya           | Russie       | Saint-Pétersbourg                                                                                             | Attaque                                                   |
| Dorado                   | Mexique      | Côtes maritimes                                                                                               | Escorte, Combat à mort, Combat à mort par équipes         |
| Hollywood                | États-Unis   | Studios de Hollywood, Los Angeles                                                                             | Attaque/Escorte, Combat à mort, Combat à mort par équipes |
| Tour de Lijiang          | Chine        | Lijiang | Contrôle, Capture du drapeau                              |
| Népal                    | Népal        | Himalaya | Contrôle, Capture du drapeau                              |
| Route 66                 | États-Unis   | Une section de la Route 66, proche de Santa Fe                                                                | Escorte                                                   |
| Ilios                    | Grèce        | Santorin | Contrôle, Capture du drapeau                              |
| Eichenwalde              | Allemagne    | La Forêt-Noire                                                                                                | Attaque/Escorte, Combat à mort, Combat à mort par équipes |
| Oasis                    | Irak         | Sud du pays                                                                                                   | Contrôle, Capture du drapeau                              |
| Estádio das Rãs          | Brésil       | Rio de Janeiro                                                                                                | Lúcioball                                                 |
| Ecolab : Antarctique     | Antarctique  | Station scientifique désaffectée                                                                              | Élimination, Combat à mort par équipes                    |
| Castillo                 | Mexique      | Hauteurs des côtes maritimes de Veracruz                                                                      | Élimination, Combat à mort par équipes                    |
| Forêt-Noire              | Allemagne    | La Forêt-Noire                                                                                                | Élimination, Combat à mort par équipes                    |
| Nécropole                | Égypte       | Nécropole de Gizeh                                                                                            | Élimination, Combat à mort par équipes                    |
| Colonie lunaire Horizon  | Lune         | Côté visible depuis la Terre                                                                                  | Attaque                                                   |
| Château Guillard         | France       | Lac d'Annecy                                                                                                  | Combat à mort, Combat à mort par équipes                  |
| Sydney Harbour           | Australie    | Sydney | Lúcioball                                                 |
| Junkertown               | Australie    | "Outback", désert australien                                                                                  | Escorte                                                   |
| Blizzard World           | États-Unis   | Dans le parc à thème fictif créé par Blizzard : Blizzard World                                                | Attaque/Escorte, Combat à mort, Combat à mort par équipes |
| Ayutthaya                | Thaïlande    | Parc historique d'Ayutthaya, un temple sacré situé au confluent du fleuve Chao Phraya et de la rivière Pa Sak | Capture du drapeau, Élimination                           |
| Rialto                   | Italie       | Quartier de Rialto à Venise                                                                                   | Escorte                                                   |
| Pétra                    | Jordanie     | Site archéologique de Pétra                                                                                   | Combat à mort, Combat à mort par équipes                  |
| Stade de Busan           | Corée du Sud | Dans la banlieue de Pusan                                                                                     | Lúcioball                                                 |
| Busan                    | Corée du Sud | Centre-ville et site historique                                                                               | Contrôle, Capture du drapeau                              |
| Paris                    | France       | Dans les rues de Paris non loin de la Tour Eiffel                                                             | Attaque                                                   |
| La Havane                | Cuba         | Dans les rues de La Havane                                                                                    | Escorte                                                   |

## Développement

### Historique
Overwatch est créé à la suite de la décision de Blizzard Entertainment d'annuler, en 2013, le Projet Titan, un MMORPG, développé depuis sept ans. L'équipe du Projet Titan est alors répartie dans divers départements de Blizzard, seul une équipe de 40 personnes, dirigée par Jeff Kaplan, est conservé afin de proposer un nouveau concept de jeu vidéo dans les mois qui suivraient. Après quelque temps, l'équipe a l'idée d'un jeu de tir à la première personne (FPS) basé sur un concept de Héros en prenant comme source le succès du jeu Team Fortress 2 (2007) ainsi que des MOBA. De fait, il est l'un des premiers Hero shooters à arriver sur le marché. Ils reprennent également de nombreux concepts du Projet Titan pour créer l'univers d'Overwatch et ses personnages. Overwatch devient, dès lors, une nouvelle propriété intellectuelle développée par Blizzard Entertainment depuis StarCraft,.
Le jeu vidéo Overwatch est annoncé par Blizzard Entertainment en novembre 2014 lors de la BlizzCon,,,. Il est présenté comme étant un FPS exclusivement multijoueur. Il se joue à deux équipes de six joueurs, triés par matchmaking. Overwatch est annoncé dans un premier temps uniquement sur Windows, Blizzard n’excluant pas un portage futur sur console. Sont également présentés lors de la convention trois des douze personnages : Tracer, Fatale et Faucheur. Très vite comparé par les médias à Team Fortress 2, Overwatch semble être l’héritier du MMORPG abandonné Titan (en) de la société.
Le 6 mars 2015, Blizzard annonce la venue de deux nouveaux personnages avant la commercialisation du jeu : Zarya et Cole Cassidy. Le 8 juillet 2015 est annoncé le personnage Soldat 76. À l'occasion de la Gamescom 2015, le personnage Lucio est présenté.
Le 6 novembre 2015, Razer annonce la sortie d'une nouvelle gamme de produits (ayant tous Overwatch dans leur nom) étant doté du rétroéclairage chroma (16,8 millions de couleurs). Ces produits peuvent interagir avec le jeu, et ont par exemple des effets lumineux lorsque l'on change de personnage. Le même jour, Blizzard annonce lors de la BlizzCon que le jeu sera payant et coûtera 40 euros pour son édition basique en Europe. La date de sortie est alors prévue pour le printemps 2016 sur Windows, mais également sur Xbox One et PlayStation 4. Sont de plus annoncés trois nouveaux personnages : Mei, D.Va et Genji, ainsi qu’un nouveau champ de bataille : Hollywood.
Le 10 décembre 2015, Blizzard annonce une pause dans le déroulement de la bêta qui hibernera pendant 2 mois. Cependant cette pause n'annonce pas la fin de la phase de test. Le lancement d'Overwatch est quant à lui toujours prévu au printemps 2016. Aussi, Jeffrey Kaplan, un des concepteurs du jeu, annonce par le biais d'une vidéo YouTube sur la chaîne officielle du jeu, que celui-ci sera certes payant mais ne comportera pas de contenu additionnel (DLC) payant.
Le 21 janvier 2016, Jeffrey Kaplan annonce que la bêta restreinte reprendra mi-février, soit quelques semaines de plus que prévu. Le concepteur défend ce retard par l'ajout d'un système de progression et de récompenses, d'un nouveau mode et de nouvelles cartes l'accompagnant[source insuffisante]. À noter que le jeu est toujours prévu pour le printemps 2016.
Le 7 mars 2016, Blizzard annonce, par l’intermédiaire de la chaîne YouTube du jeu, que ce dernier sortira le 24 mai 2016. Par ailleurs une bêta publique a lieu entre le 5 mai et le 10 mai 2016.
Le 23 mai, Blizzard annonce la date d'ouverture des serveurs pour le lancement du jeu le 24 mai à 1 h du matin (heure française)[pertinence contestée]. Le 24 mai, date de sortie du jeu, Blizzard annonce l'arrivée des parties classées pour la mi-juin. Plus tard, dans un communiqué sur le site Twitter, un développeur du jeu annonce que l'arrivée des parties classées est repoussée en fin du mois de juin.

### Événements
Les événements, créés par Blizzard pour Overwatch, proposent de débloquer pendant un court laps de temps (généralement 3 semaines) des cosmétiques (skins, répliques, emotes, tags, entrée en scène et icônes) basés sur des thèmes précis pour les différents héros du jeu. Pendant un événement, un défi a lieu chaque semaine pour débloquer des cosmétiques en réalisant un total de 9 victoires. À la fin de ces événements, les cosmétiques ne peuvent plus être débloqués jusqu'à ce que l'événement revienne l'année d'après. Pendant les événements, il est également possible de jouer à des modes inédits qui ne sont disponibles qu'à ce moment-là.
| Event                   | Mode                                                   | Date            |
| ----------------------- | ------------------------------------------------------ | --------------- |
| Jeux d’été              | Lúcioball (Rapide-Compétitive)                         | Juillet-Août    |
| Un Halloween Terrifiant | La vengeance du Dr Schakalstein                        | Octobre         |
| Féerie Hivernale        | Opération boule de neige, La chasse au Yéti, Congélimi | Décembre        |
| Nouvel An Lunaire       | Capture de Drapeau (Rapide-Compétitive)                | Janvier-Février |
| Archives                | Insurrection, Représailles, Avis de Tempête            | Mars-Avril      |
| Anniversaire            | Tous les modes exclusifs aux événements                | Mai             |

### Défis
Ces mini-événements fonctionnent de manière identique aux événements normaux (possibilité de gagner des icônes de joueur, des tags, et un skin pour un personnage), mais sont plus courts (2 semaines) et permettent également de gagner des cosmétiques en regardant des streams sur Twitch. Parfois, le mini-événement accompagne la sortie d'une nouvelle (comme les défis Le choix et Le rappel) ou une nouvelle carte (comme le défi Kanezaka).
| Défi             | Personnage mis en avant | Date                              |
| ---------------- | ----------------------- | --------------------------------- |
| Nano-Cola        | D.Va                    | Du 28 août au 10 septembre 2018   |
| Brique           | Bastion                 | Du 17 au 30 septembre 2019        |
| Le choix         | Baptiste                | Du 18 juin au 1er juillet 2019    |
| Le rappel        | Ange                    | Du 12 novembre au 2 décembre 2019 |
| Mardi gras       | Ashe                    | Du 25 février au 9 mars 2020      |
| Maestro          | Sigma                   | Du 14 au 27 juillet 2020          |
| Kanezaka         | Hanzo                   | Du 12 au 25 janvier 2021          |
| PachiMarsi       | Chopper                 | Du 9 au 22 mars 2021              |
| Deadlock         | Ashe                    | Du 22 juin au 5 juillet 2021      |
| Sang neuf        | Cassidy                 | Du 9 au 23 novembre 2021          |
| Code de violence | Faucheur                | Du 22 février au 8 mars 2022      |

### RPT
La Région Publique de Test (RPT, ou PTR en anglais pour Public Test Region) est une région alternative dans le client Battle.net permettant au joueur possédant le jeu de tester des modifications avant que celles-ci ne soient appliquées sur le jeu complet. Le RPT peut accueillir jusqu'à 10 000 joueurs en même temps. Les avancées du joueur sur le RPT ne sont pas comptabilisées sur le compte Overwatch du joueur.

## Accueil

### Réception critique
Avant sa publication, Overwatch a bénéficié d'une attention inattendue en période de pré-lancement ; Game Revolution a fait remarquer que « la réputation d'Overwatch s'est rapidement propagée dans le cyberespace, attirant l'attention de personnes n'ayant pas pour habitudes de dépenser 40,00 € (60,00 € pour la version Origin) chaque fois qu'un FPS est publié ». La bêta ouverte du jeu, qui a attiré 9,7 millions de joueurs, a aussi été remarquée pour sa large couverture médiatique.

### Ventes
Sorti le 24 mai 2016, un premier bilan des ventes était de 7 millions d'utilisateurs le 2 juin 2016.
Le 14 juin 2016, Blizzard annonce que la barre des 10 millions d'utilisateurs a été franchie se classant même en tête des ventes sur supports PC et console du 20 au 26 juin 2016.
Overwatch a atteint les 20 millions d'utilisateurs en octobre 2016.
Le 28 avril 2017, Overwatch est annoncé avoir passé le cap des 30 millions de joueurs.
Le 8 mai 2018, Blizzard Entertainment lance pour la première fois sur Overwatch une action caritative. Les joueurs peuvent acheter un skin pour le Héros Ange, à 14,99 €, un t-shirt ou faire un don sur les streams participant dans le but de financer la recherche contre le cancer du sein. À la fin de l’événement, un total de 12,7 millions de dollars a été récoltés et reversés en totalité à la BCRF (Breast Cancer Research Foundation).
Le 15 mai 2018, Jeff Kaplan annonce que 40 millions de joueurs sont sur Overwatch .

### Procès
En 2016, Blizzard Entertainment attaque en justice l'entreprise allemande Bossland GmbH, à qui elle reproche de vendre des logiciels de triche pour Overwatch. Ce logiciel permettrait aux joueurs de voir les ennemis à travers les murs (wall-hack, en anglais), leur niveau de santé et leur nom. L’outil de tricherie est si recherché que Bossland affirme avoir déjà 260 000 utilisateurs enregistrés.
Ce n'est pas la première fois que Blizzard Entertainment attaque Bossland GmbH en justice, l'éditeur avait déjà fourni des logiciels de triche pour d'autres jeux Blizzard comme Diablo III, Heroes of the Storm ou World of Warcraft. Blizzard ayant perdu en 2016 un procès contre cet éditeur en Allemagne, l'entreprise décide cette fois de se fier à sa propre juridiction, en Californie.

### Polémiques
En avril 2016, une polémique éclate sur le forum de l'éditeur à propos de la pose de victoire du personnage Tracer, celle-ci étant jugée trop sexualisée et hors caractère. Blizzard remplace la pose incriminée par une autre moins suggestive. Elle fait d'ailleurs référence à une pin-up du peintre Alberto Vargas. La même année, une autre polémique, cette fois provoqué par l'un des skins (tenue de personnalisation) du personnage de Symmetra, le skin Devi, ainsi que le skin Déesse, est portée par Rajan Zed, président de la Société universelle de l’hindouisme, qui déclare que ce skin est offensant pour la religion hindoue, car il "banalise les déesses très vénérées de l’hindouisme" et "permettrait de prendre le contrôle d’une déesse par le biais d'un joystick/clavier/souris, chose impensable pour les hindouistes", car cela impliquerait aussi de choisir son destin. Bien qu'une demande de retrait du skin fut faite à Blizzard, le skin n'a pas été enlevé.
En décembre 2016, la sortie d'un comics édité par Blizzard révélant l'homosexualité de Tracer a suscité la controverse, certains joueurs ayant réagi négativement à cette révélation. Pour cette même raison, le comics n'est pas disponible dans la version russe du site et n'a même pas été traduit dans cette langue, la loi russe interdisant toute forme de « propagande homosexuelle ».
La sortie de Star Wars Battlefront II (2017) lance une nouvelle polémique : celle des Lootboxes (coffre à butin que l'on peut gagner ou acheter). Plusieurs pays enquêtent dessus, notamment la Belgique via sa Commission des jeux de hasard, le but étant de savoir si, oui ou non, ces coffres sont des jeux de hasard. Le 25 avril 2018, après analyse, la Belgique déclare que plusieurs jeux sont considérés comme jeux de hasard dont Overwatch. Le Gouvernement belge invite donc les éditeurs à se conformer à la loi sous peine d'une amende jusqu'à 800 000 € et une peine de prison de 5 ans. Le 28 août 2018, Blizzard Entertainment annonce retirer ses Lootboxs d'Overwatch et Heroes of the Storm (2011) afin de respecter la législation belge. Le jour même, les résidents en Belgique sont désormais dans l’incapacité d'acheter une Lootbox.

### Récompenses
| Année | Récompense                        | Catégorie                                                             | Resultat   | Référence |
| ----- | --------------------------------- | --------------------------------------------------------------------- | ---------- | --------- |
| 2016  | Golden Joystick Awards            | Best Original Game                                                    | Lauréat    | ,         |
| 2016  | Golden Joystick Awards            | Best Visual Design                                                    | Nomination | ,         |
| 2016  | Golden Joystick Awards            | Best Audio                                                            | Nomination | ,         |
| 2016  | Golden Joystick Awards            | Best Multiplayer Game                                                 | Lauréat    | ,         |
| 2016  | Golden Joystick Awards            | Best Gaming Moment (Play of the Game)                                 | Lauréat    | ,         |
| 2016  | Golden Joystick Awards            | Game of the Year                                                      | Nomination | ,         |
| 2016  | Golden Joystick Awards            | PC Game of the Year                                                   | Lauréat    | ,         |
| 2016  | Golden Joystick Awards            | Competitive Game of the Year                                          | Lauréat    | ,         |
| 2016  | The Game Awards 2016              | Game of the Year                                                      | Lauréat    | ,         |
| 2016  | The Game Awards 2016              | Best Game Direction                                                   | Lauréat    | ,         |
| 2016  | The Game Awards 2016              | Best Art Direction                                                    | Nomination | ,         |
| 2016  | The Game Awards 2016              | Best Action Game                                                      | Nomination | ,         |
| 2016  | The Game Awards 2016              | Best Multiplayer                                                      | Lauréat    | ,         |
| 2016  | The Game Awards 2016              | ESports Game of the Year                                              | Lauréat    | ,         |
| 2016  | Hollywood Music in Media Awards   | Best Original Score – Video Game                                      | Lauréat    | [ 88 ]    |
| 2017  | D.I.C.E. Awards                   | Game of the Year                                                      | Lauréat    | [ 89 ]    |
| 2017  | D.I.C.E. Awards                   | Action Game of the Year                                               | Lauréat    | [ 89 ]    |
| 2017  | D.I.C.E. Awards                   | Outstanding Achievement in Animation                                  | Nomination | [ 89 ]    |
| 2017  | D.I.C.E. Awards                   | Outstanding Technical Achievement                                     | Nomination | [ 89 ]    |
| 2017  | D.I.C.E. Awards                   | Outstanding Achievement in Online Gameplay                            | Lauréat    | [ 89 ]    |
| 2017  | D.I.C.E. Awards                   | Outstanding Achievement in Game Design                                | Lauréat    | [ 89 ]    |
| 2017  | 2017 SXSW Gaming Awards           | Video Game of the Year                                                | Nomination | ,         |
| 2017  | 2017 SXSW Gaming Awards           | ESports Game of the Year                                              | Lauréat    | ,         |
| 2017  | 2017 SXSW Gaming Awards           | Trending Game of the Year                                             | Lauréat    | ,         |
| 2017  | 2017 SXSW Gaming Awards           | Excellence in Design                                                  | Nomination | ,         |
| 2017  | 2017 SXSW Gaming Awards           | Most Promising New Intellectual Property                              | Lauréat    | ,         |
| 2017  | 2017 SXSW Gaming Awards           | Most Memorable Character (Tracer)                                     | Nomination | ,         |
| 2017  | 2017 SXSW Gaming Awards           | Excellence in Multiplayer                                             | Lauréat    | ,         |
| 2017  | 2017 SXSW Gaming Awards           | Excellence in Art                                                     | Nomination | ,         |
| 2017  | 2017 SXSW Gaming Awards           | Excellence in Animation                                               | Nomination | ,         |
| 2017  | Game Developers Choice Awards     | Game of the Year                                                      | Lauréat    | ,         |
| 2017  | Game Developers Choice Awards     | Best Audio                                                            | Nomination | ,         |
| 2017  | Game Developers Choice Awards     | Best Design                                                           | Lauréat    | ,         |
| 2017  | Game Developers Choice Awards     | Best Technology                                                       | Nomination | ,         |
| 2017  | Game Developers Choice Awards     | Best Visual Art                                                       | Nomination | ,         |
| 2017  | 13th British Academy Games Awards | Best Game                                                             | Nomination | ,         |
| 2017  | 13th British Academy Games Awards | Game Design                                                           | Nomination | ,         |
| 2017  | 13th British Academy Games Awards | Multiplayer                                                           | Lauréat    | ,         |
| 2017  | 13th British Academy Games Awards | Original Property                                                     | Nomination | ,         |
| 2017  | 13th British Academy Games Awards | AMD Esports Audience Award                                            | Nomination | ,         |
| 2017  | ASCAP Composers' Choice Awards    | 2016 Video Game Score of the Year                                     | Nomination | [ 96 ]    |
| 2017  | 2017 Teen Choice Awards           | Choice Video Game                                                     | Lauréat    | [ 97 ]    |
| 2017  | Golden Joystick Awards            | eSports Game of the Year                                              | Lauréat    | ,         |
| 2017  | Golden Joystick Awards            | Still Playing                                                         | Nomination | ,         |
| 2017  | The Game Awards 2017              | Best Ongoing Game                                                     | Lauréat    | [ 100 ]   |
| 2017  | The Game Awards 2017              | Best eSports Game                                                     | Lauréat    | [ 100 ]   |
| 2018  | 14th British Academy Games Awards | Evolving Game                                                         | Lauréat    | [ 101 ]   |
| 2018  | 2018 Webby Awards                 | Best Game Design                                                      | Lauréat    | [ 102 ]   |
| 2018  | 2018 Webby Awards                 | Best Multiplayer/Competitive Game                                     | Lauréat    | [ 102 ]   |
| 2018  | 2018 Teen Choice Awards           | Choice Video Game                                                     | Nomination | ,         |
| 2018  | Golden Joystick Awards            | Still Playing Award                                                   | Nomination | ,         |
| 2018  | Golden Joystick Awards            | eSports Game of the Year                                              | Lauréat    | ,         |
| 2018  | The Game Awards 2018              | Best Ongoing Game                                                     | Nomination | ,         |
| 2018  | The Game Awards 2018              | Best eSports Game                                                     | Lauréat    | ,         |
| 2018  | Gamers' Choice Awards             | Fan Favorite Game                                                     | Nomination | [ 109 ]   |
| 2018  | Gamers' Choice Awards             | Fan Favorite Multiplayer Game                                         | Nomination | [ 109 ]   |
| 2018  | Gamers' Choice Awards             | Fan Favorite Shooter Game                                             | Nomination | [ 109 ]   |
| 2018  | Gamers' Choice Awards             | Fan Favorite eSports Game                                             | Nomination | [ 109 ]   |
| 2018  | Gamers' Choice Awards             | Fan Favorite eSports League Format (OWL)                              | Nomination | [ 109 ]   |
| 2018  | Gamers' Choice Awards             | Fan Favorite eSport Event of the Year (Overwatch League Grand Finals) | Nomination | [ 109 ]   |
| 2019  | 2019 SXSW Gaming Awards           | Most Evolved Game                                                     | Nomination | [ 110 ]   |
| 2019  | 15th British Academy Games Awards | Evolving Game                                                         | Nomination | [ 111 ]   |
| 2019  | 2019 Webby Awards                 | Best Multiplayer/Competitive Game (People's Voice)                    | Lauréat    | [ 112 ]   |
| 2019  | Golden Joystick Awards            | eSports Game of the Year                                              | Nomination | [ 113 ]   |
| 2019  | The Game Awards 2019              | Best eSports Game                                                     | Nomination | [ 114 ]   |
| 2019  | The Game Awards 2019              | Best eSports Event (2019 Overwatch League Grand Finals)               | Nomination | [ 114 ]   |
| 2020  | GLAAD Media Awards                | Outstanding Video Game                                                | Nomination | [ 115 ]   |

## Sport électronique

### Coupe du monde 2016
Les compétitions professionnelles sont très présentes sur Overwatch. En 2016, la première édition de la coupe du monde Overwatch a eu lieu. Durant cette compétition, 16 équipes se sont affrontées après avoir été qualifiées dans leurs poules respectives. La finale a eu lieu durant la BlizzCon 2016 en Californie.
| Places | Équipes      |
| ------ | ------------ |
| 1er    | Corée du Sud |
| 2e     | Russie       |
| 3e     | Suède        |
| 4e     | Finlande     |

### Coupe du monde 2017
La deuxième coupe du monde d'Overwatch a lieu en 2017. 32 équipes nationales se sont affrontées pour le titre. La finale a eu lieu le 4 novembre 2017 à la BlizzCon 2017.

#### Phases de poules
Les équipes sont réparties en huit groupes de quatre. Gagner ou réaliser une égalité fait remporter un point à l'équipe. La logique de départage est la suivante :
1. Résultats des parties ;
2. Différence de points ;
3. Affrontement direct ;
4. Élimination directe ;

|   | Équipe    | J | D.P  | V | D |
| - | --------- | - | ---- | - | - |
| 1 | Chine     | 3 | 12-0 | 3 | 0 |
| 2 | Norvège   | 3 | 7-5  | 2 | 1 |
| 3 | Hong Kong | 3 | 3-9  | 0 | 2 |
| 4 | Roumanie  | 3 | 2-10 | 0 | 2 |

|   | Équipe    | J | D.P  | V | D |
| - | --------- | - | ---- | - | - |
| 1 | France    | 3 | 10-2 | 3 | 0 |
| 2 | Thaïlande | 3 | 7-5  | 1 | 1 |
| 3 | Danemark  | 3 | 6-6  | 1 | 1 |
| 4 | Argentine | 3 | 1-11 | 0 | 3 |

|   | Équipe    | J | D.P  | V | D |
| - | --------- | - | ---- | - | - |
| 1 | Suède     | 3 | 9-3  | 2 | 0 |
| 2 | Australie | 3 | 9-3  | 2 | 1 |
| 3 | Portugal  | 3 | 6-6  | 1 | 1 |
| 4 | Italie    | 3 | 0-12 | 0 | 3 |

|   | Équipe   | J | D.P  | V | D |
| - | -------- | - | ---- | - | - |
| 1 | Japon    | 3 | 9-3  | 2 | 0 |
| 2 | Espagne  | 3 | 9-3  | 2 | 1 |
| 3 | Finlande | 3 | 6-6  | 1 | 1 |
| 4 | Viêt Nam | 3 | 0-12 | 0 | 3 |

|   | Équipe       | J | D.P  | V | D |
| - | ------------ | - | ---- | - | - |
| 1 | Corée du Sud | 3 | 12-0 | 3 | 0 |
| 2 | Pays-Bas     | 3 | 8-4  | 2 | 1 |
| 3 | Pologne      | 3 | 4-8  | 1 | 2 |
| 4 | Autriche     | 3 | 0-12 | 0 | 3 |

|   | Équipe    | J | D.P  | V | D |
| - | --------- | - | ---- | - | - |
| 1 | Canada    | 4 | 10-2 | 2 | 0 |
| 2 | Russie    | 4 | 10-2 | 2 | 0 |
| 3 | Turquie   | 3 | 2-10 | 0 | 2 |
| 4 | Singapour | 3 | 2-10 | 0 | 2 |

|   | Équipe           | J | D.P  | V | D |
| - | ---------------- | - | ---- | - | - |
| 1 | États-Unis       | 3 | 11-1 | 3 | 0 |
| 2 | Taipei chinois   | 3 | 9-3  | 2 | 1 |
| 3 | Brésil           | 3 | 3-9  | 1 | 2 |
| 4 | Nouvelle-Zélande | 3 | 1-11 | 0 | 3 |

|   | Équipe      | J | D.P  | V | D |
| - | ----------- | - | ---- | - | - |
| 1 | Royaume-Uni | 3 | 12-0 | 3 | 0 |
| 2 | Allemagne   | 3 | 7-5  | 2 | 1 |
| 3 | Israël      | 3 | 5-7  | 0 | 2 |
| 4 | Belgique    | 3 | 1-11 | 0 | 3 |

#### Phase finale
|  | Huitièmes de finale | Huitièmes de finale |              |   | Quarts de finale | Quarts de finale |  |  | Demi-finales | Demi-finales |  |  | Finale | Finale |
|  | Huitièmes de finale | Huitièmes de finale |              |   | Quarts de finale | Quarts de finale |  |  | Demi-finales | Demi-finales |  |  | Finale | Finale |
|  |                     |                     |              |   |                  |                  |  |  |              |              |  |  |        |        |
|  |                     |                     |              |   |                  |                  |  |  |              |              |  |  |        |        |
|  |                     |                     |              |   |                  |                  |  |  |              |              |  |  |        |        |
|  | Royaume-Uni         | 3                   |              |   |                  |                  |  |  |              |              |  |  |        |        |
|  | Royaume-Uni         | 3                   |              |   |                  |                  |  |  |              |              |  |  |        |        |
|  | Taipei chinois      | 0                   |              |   |                  |                  |  |  |              |              |  |  |        |        |
|  | Taipei chinois      | 0                   | Royaume-Uni  | 0 |                  |                  |  |  |              |              |  |  |        |        |
|  |                     |                     | Royaume-Uni  | 0 |                  |                  |  |  |              |              |  |  |        |        |
|  |                     | Suède               | 3            |   |                  |                  |  |  |              |              |  |  |        |        |
|  | Suède               | Suède               | 3            | 3 |                  |                  |  |  |              |              |  |  |        |        |
|  | Suède               |                     |              | 3 |                  |                  |  |  |              |              |  |  |        |        |
|  | Espagne             | 0                   |              |   |                  |                  |  |  |              |              |  |  |        |        |
|  | Espagne             | 0                   | Suède        | 2 |                  |                  |  |  |              |              |  |  |        |        |
|  |                     |                     | Suède        | 2 |                  |                  |  |  |              |              |  |  |        |        |
|  |                     | Canada              | 3            |   |                  |                  |  |  |              |              |  |  |        |        |
|  | Canada              | Canada              | 3            | 3 |                  |                  |  |  |              |              |  |  |        |        |
|  | Canada              |                     |              | 3 |                  |                  |  |  |              |              |  |  |        |        |
|  | Pays-Bas            | 0                   |              |   |                  |                  |  |  |              |              |  |  |        |        |
|  | Pays-Bas            | 0                   | Canada       | 3 |                  |                  |  |  |              |              |  |  |        |        |
|  |                     |                     | Canada       | 3 |                  |                  |  |  |              |              |  |  |        |        |
|  |                     | Australie           | 2            |   |                  |                  |  |  |              |              |  |  |        |        |
|  | Japon               | Australie           | 2            | 2 |                  |                  |  |  |              |              |  |  |        |        |
|  | Japon               |                     |              | 2 |                  |                  |  |  |              |              |  |  |        |        |
|  | Australie           | 3                   |              |   |                  |                  |  |  |              |              |  |  |        |        |
|  | Australie           | 3                   | Canada       | 1 |                  |                  |  |  |              |              |  |  |        |        |
|  |                     |                     | Canada       | 1 |                  |                  |  |  |              |              |  |  |        |        |
|  |                     | Corée du Sud        | 4            |   |                  |                  |  |  |              |              |  |  |        |        |
|  | Chine               | Corée du Sud        | 4            | 3 |                  |                  |  |  |              |              |  |  |        |        |
|  | Chine               |                     |              | 3 |                  |                  |  |  |              |              |  |  |        |        |
|  | Thaïlande           | 0                   |              |   |                  |                  |  |  |              |              |  |  |        |        |
|  | Thaïlande           | 0                   | Chine        | 1 |                  |                  |  |  |              |              |  |  |        |        |
|  |                     |                     | Chine        | 1 |                  |                  |  |  |              |              |  |  |        |        |
|  |                     | France              | 3            |   |                  |                  |  |  |              |              |  |  |        |        |
|  | France              | France              | 3            | 3 |                  |                  |  |  |              |              |  |  |        |        |
|  | France              |                     |              | 3 |                  |                  |  |  |              |              |  |  |        |        |
|  | Norvège             | 0                   |              |   |                  |                  |  |  |              |              |  |  |        |        |
|  | Norvège             | 0                   | France       | 1 |                  |                  |  |  |              |              |  |  |        |        |
|  |                     |                     | France       | 1 |                  |                  |  |  |              |              |  |  |        |        |
|  |                     | Corée du Sud        | 3            |   |                  |                  |  |  |              |              |  |  |        |        |
|  | Corée du Sud        | Corée du Sud        | 3            | 3 |                  |                  |  |  |              |              |  |  |        |        |
|  | Corée du Sud        |                     |              | 3 |                  |                  |  |  |              |              |  |  |        |        |
|  | Russie              | 0                   |              |   |                  |                  |  |  |              |              |  |  |        |        |
|  | Russie              | 0                   | Corée du Sud | 3 |                  |                  |  |  |              |              |  |  |        |        |
|  |                     |                     | Corée du Sud | 3 |                  |                  |  |  |              |              |  |  |        |        |
|  |                     | États-Unis          | 1            |   |                  |                  |  |  |              |              |  |  |        |        |
|  | États-Unis          | États-Unis          | 1            | 3 |                  |                  |  |  |              |              |  |  |        |        |
|  | États-Unis          |                     |              | 3 |                  |                  |  |  |              |              |  |  |        |        |
|  | Allemagne           | 0                   |              |   |                  |                  |  |  |              |              |  |  |        |        |
|  | Allemagne           | 0                   |              |   |                  |                  |  |  |              |              |  |  |        |        |

### Coupe du monde 2018
En 2018 a lieu la troisième Coupe du monde d'Overwatch. Après une phase de poule, 8 équipes sont amenées à s'affronter lors de la Blizzcon 2018 se déroulant du 2 novembre au 3 novembre.
|  | Quarts de finale | Quarts de finale |              |   | Demi-finales | Demi-finales |  |  | Finale | Finale |
|  | Quarts de finale | Quarts de finale |              |   | Demi-finales | Demi-finales |  |  | Finale | Finale |
|  |                  |                  |              |   |              |              |  |  |        |        |
|  |                  |                  |              |   |              |              |  |  |        |        |
|  |                  |                  |              |   |              |              |  |  |        |        |
|  | Royaume-Uni      | 3                |              |   |              |              |  |  |        |        |
|  | Royaume-Uni      | 3                |              |   |              |              |  |  |        |        |
|  | États-Unis       | 1                |              |   |              |              |  |  |        |        |
|  | États-Unis       | 1                | Corée du Sud | 2 |              |              |  |  |        |        |
|  |                  |                  | Corée du Sud | 2 |              |              |  |  |        |        |
|  |                  | Royaume-Uni      | 0            |   |              |              |  |  |        |        |
|  | Australie        | Royaume-Uni      | 0            | 0 |              |              |  |  |        |        |
|  | Australie        |                  |              | 0 |              |              |  |  |        |        |
|  | Corée du Sud     | 3                |              |   |              |              |  |  |        |        |
|  | Corée du Sud     | 3                | Corée du Sud | 4 |              |              |  |  |        |        |
|  |                  |                  | Corée du Sud | 4 |              |              |  |  |        |        |
|  |                  | Chine            | 0            |   |              |              |  |  |        |        |
|  | Chine            | Chine            | 0            | 3 |              |              |  |  |        |        |
|  | Chine            |                  |              | 3 |              |              |  |  |        |        |
|  | Finlande         | 0                |              |   |              |              |  |  |        |        |
|  | Finlande         | 0                | Chine        | 3 |              |              |  |  |        |        |
|  |                  |                  | Chine        | 3 |              |              |  |  |        |        |
|  |                  | Canada           | 0            |   |              |              |  |  |        |        |
|  | Canada           | Canada           | 0            | 3 |              |              |  |  |        |        |
|  | Canada           |                  |              | 3 |              |              |  |  |        |        |
|  | France           | 0                |              |   |              |              |  |  |        |        |
|  | France           | 0                |              |   |              |              |  |  |        |        |

### Overwatch League
Blizzard Entertainment crée l'Overwatch League, une ligue qui permettrait aux joueurs professionnels d'avoir un salaire fixe. Le propriétaire d'une équipe occupera les rôles de gestionnaire, d’entraîneur, de promoteur et de recruteur. La Ligue Overwatch serait limitée à cinq zones : les Amériques (du nord, du centre et du sud), l’Europe (Russie comprise), la Chine, la Corée du Sud et la région Asie-Pacifique. L’Afrique, le sous-continent indien et toute la zone du Moyen-Orient ne sont pour l’instant pas concernés par le projet de Blizzard Entertainment. Chaque équipe de la Ligue Overwatch représente 1 ville (exception pour Los Angeles).
Actuellement la Ligue Overwatch comprend 20 équipes réparties en 2 divisions (selon leur position géographique) :
Division Atlantique :
- Atlanta Reign
- Boston Uprising
- Florida Mayhem
- Houston Outlaws
- London Spitfire
- New York Excelsior
- Paris Eternal
- Philadelphia Fusion
- Toronto Defiant
- Washington Justice

Division Pacifique :
- Chengdu Hunters
- Dallas Fuel
- Guangzhou Charge
- Hangzhou Spark
- Los Angeles Gladiators
- Los Angeles Valiant
- San Francisco Shock
- Seoul Dynasty
- Shanghai Dragons
- Vancouver Titans

2018 :
Après plusieurs mois de compétition, la finale de la première édition a lieu le 27 et 28 juillet 2018 et oppose Philadelphia Fusion à London Spitfire. Après deux matchs, ce sont les London Spitfire qui devienne les premiers champions de l'Overwatch League.
2019 :
La deuxième saison de l'Overwatch League se termine le 29 septembre 2019 par la finale opposant les San Francisco Shock face au Vancouver Titans Les San Francisco Shock l'emporte 4 à 0 devant un public de 12 000 personnes à Philadelphie.
2020 :
La troisième saison de l'Overwatch League a débuté le 8 février 2020. À partir du Match 31, les matchs se sont déroulés en ligne en raison de la pandémie de Covid-19. La Grande-Finale a lieu le 10 octobre 2020 opposant les San Francisco Shock et les Seoul Dynasty. Les San Francisco Shock l'emporte 4 à 2 pour la deuxième année consécutive.
2021 :
La quatrième saison de l'Overwatch League commence le 16 avril 2021. La Grande-Finale se joue entre les Atlanta Reign et les Shanghai Dragons. Les Shanghai Dragons sont sacrés champions des Grandes-Finales 2021 au terme d'un match qu'ils ont gagné 4 à 0.

## Produits dérivés
Overwatch a fait naître une multitude de produits dérivés,. Que ce soit des statuettes, des t-shirts, ou des posters à l'effigie d'un ou plusieurs héros du jeu vidéo.
En mai 2018, Blizzard Entertainment annonce avoir signé un partenariat avec Lego et Hasbro pour divers produits dérivés.

### Clins d'œil
Dans le film Ready Player One (2018), le personnage de Tracer est l'un des nombreux personnages de la pop-culture discernable parmi les utilisateurs de l'Oasis. A un moment donné dans le film, on la voit danser en compagnie d'une femme, en référence à son homosexualité.
Le personnage de Tracer est aussi brièvement visible dans le film Warcraft : Le Commencement (2016), lorsque le logotype de Blizzard apparaît.